# Imejikurabu
 (août 2016).
Un image club (イメージクラブ, imējikurabu), ou imekura (イメクラ) japonais est une sorte de lupanar semblable aux salons de massages Fasshon herusu dont ils diffèrent cependant par le fait que la thématique des imekura est axée sur des fantasmes populaires tels que femme de service, chirurgien, élèves, intérieur d'un wagon, etc.
Les Image clubs font leur apparition au début des années 1990 comme des lupanars à thème où chacun peut assouvir ses fantasmes. Espaces de sexualité virtuelle, ces clubs offrent le choix entre différentes alcôves séparées par de minces cloisons. Chaque alcôve est décorée en fonction du fantasme du client : « la séance de pelotage dans le métro », « le harcèlement sexuel au bureau », « la chambre d'étudiante », etc.
Les femmes de l'image club interprètent un rôle établi par avance dans un déguisement approprié. On peut même venir avec son scénario griffonné sur un morceau de papier. L'Image club possède une centaine de costumes correspondant aux fantasmes les plus divers : policier, médecin, infirmière, écolière, etc.
Ensuite, tout est permis, mise à part la pénétration vaginale. Chaque acte sexuel est tarifé suivant le système des options (opushon). On peut tripoter la « victime », lui relever sa jupes, simuler un viol, lui éjaculer dessus et même dans la bouche. La victime joue au personnage, simule la peur, joue les « cœurs purs », la vierge effarouchée. Il n'y a pas de limite aux jeux de rôles et chaque fille a son répertoire bien rodé.
Si le coït reste interdit, la fellation ne l'est pas.
Lorsque Shintaro Ishihara, le gouverneur de Tokyo, veut fermer les salons de massage et les Image clubs, il s'ensuit un tollé de la part de nombreuses personnalités.